# Гірнича промисловість Нової Зеландії
Гірнича промисловість Нової Зеландії

## Загальна характеристика
Гірнича промисловість Нової Зеландії зосереджена на видобутку природного газу, вугілля, титаномагнетитового піску, золота та срібла (Табл. 1). Разом з тим, гірнича промисловість має великий ще не використаний потенціал. Геологічні і економічні дослідження свідчать, що індустрія країни може за рахунок мінеральних ресурсів збільшити ВВП протягом наступних 10 років більш ніж удвічі.
Основний оператор гірничодобувних підприємств, продуцент і переробник мінеральної сировини в країні на початку XXI ст. — NZ Minerals Industry Association.
Таблиця 1. — Динаміка видобутку основних видів мінералів у Новій Зеландії
| Мінерали, метали                       | 1999 | 2000 | 2001 |
| Золото (т)                             | 8,6  | 9,8  | 9,85 |
| Срібло (т)                             | 24,3 | 22,9 | 26,9 |
| Концентрат металвмісного піску (млн т) | 2,3  | 2,7  | 1,6  |
| Вугілля (млн т)                        | 3,5  | 3,6  | 3,9  |

## Окремі галузі
Нафта і газ. В 1996 видобуток нафти і конденсату в Новій Зеландії був еквівалентний 91·1015 Дж., а природного газу — 180·1015.
Вугілля. Бітумінозне вугілля видобувають на Західному узбережжі (West Coast). Суббітумінозне вугілля і лігніт, які використовують в середині країни, добувають в Південній країні (Southland) та Отаґо (Otago). У 1996 р на кар'єрах видобуто 3,6 млн т суббітумінозного вугілля. Південний острів (South Island) є основним джерелом експортного вугілля, яке вивозиться, головним чином, в Японію.
Державна компанія Solid Energy NZ Ltd., яка видобуває бл. 70% вугілля в Новій Зеландії, планує за наступні 5 років подвоїти видобування з 3 млн т до 6,5 млн т.
Золото. Видобуток золота був основним джерелом валютних надходжень протягом другої половини 19 ст. Пізніше ця галузь прийшла в занепад, однак в 1980-х роках поновилася інтенсивна розробка як розсипних, так і корінних родовищ золота.
В 2001 р копальня Макраес (Macraes), яка належить фірмі Gold and Resource Developments Ltd., що в Отаґо (Otago) на півдні острова видобула 169 тис. унцій золота. Модернізація рудника Macraes, яка здійснюється в межах проекту Reefton, повинна забезпечити збільшення видобутку і переробки руд з 2002 р з 3.9 млн т/добу до 4.5 млн т/добу.
Видобуток дорогоцінних металів біля Вайгі (Waihi) на півночі острова, на руднику Марса (Martha), — належить на 67% фірмі Normandy Mining (нині Newmont Mining Corporation) і на 33% фірмі Otter Gold Mines Ltd., — складає (2001): золота 111 841 унцій, срібла — 864 283 унцій. Рудник за прогнозами працюватиме до 2007 р.
Металургія. У 1970 поблизу Окленда був побудований металургійний завод, де виплавляється високоякісна сталь із залізистих пісків за способом, розробленим новозеландськими фахівцями. Продовжується розробка титаномагнетитових чорних пісків, що залягають вздовж західного узбережжя обох островів; вони використовуються при виплавці сталі, а також йдуть на експорт.
Нерудні корисні копалини. У великій кількості добуваються будівельні матеріали — пісок, бутовий камінь, гравій і гальку, а також глину, вапняк, доломіт, кремнезем, бентоніт, перліт. Індустріальні матеріали імпортуються і використовуються всередині країни.